# Mon Pinocchio - Babar
 (août 2019).
Si vous disposez d'ouvrages ou d'articles de référence ou si vous connaissez des sites web de qualité traitant du thème abordé ici, merci de compléter l'article en donnant les références utiles à sa vérifiabilité et en les liant à la section « Notes et références ».
Albums de Chantal Goya
Monsieur le Chat Botté
(1982) Snoopy - Pandi Panda
(1984)
Mon Pinocchio - Babar est le septième album studio de la chanteuse Chantal Goya. 
Sorti en 1983, il a été certifié disque d'or pour plus de 100 000 exemplaires vendus en France[source insuffisante][réf. incomplète].
Il a été réédité en CD chez Podis / Polygram en 1997 et en 2013 dans le coffret L'intégrale chez Sony.

## Titres
1. Babar Babar (Laurent de Brunhoff - Jean-Jacques Debout / Jean-Jacques Debout) 2:10
2. Monsieur Fred Hamster (Jean-Jacques Debout) 3:39
3. Piou-Piou petit poussin (Roger Dumas / Jean-Jacques Debout) 2:52
4. Mecki le hérisson (Jean-Jacques Debout) 3:16
5. La poupée de sucre (Jean-Jacques Debout) 2:29
6. Mon Pinocchio (Roger Dumas / Jean-Jacques Debout) 2:44
7. Ding-dong, sonne sonne (Roger Dumas / Jean-Jacques Debout) 2:59
8. Une fleur à mon chapeau (Roger Dumas / Jean-Jacques Debout) 2:21
9. Le bonheur (Roger Dumas / Jean-Jacques Debout) 2:50
10. Monsieur le chêne (Jean-Jacques Debout) 3:38

### Bonus (réédition 2013)
- Cher Monsieur le pâtissier (Jean-Jacques Debout)
- Un jour, demain peut-être (Jean Drejac / Jean-Jacques Debout)
- N'ayons pas peur de travailler (Jean-Jacques Debout)
- Je voudrais les sauver (Roger Dumas / Jean-Jacques Debout)
- Avec du courage (Roger Dumas / Jean-Jacques Debout)

## Singles
- 1983 : Babar Babar
- 1983 : Piou Piou petit poussin
- 1984 : Mecki Le Hérisson